# Jason Arnott
Jason William Arnott (né le 11 octobre 1974 à Collingwood en Ontario) est un joueur professionnel canadien de hockey sur glace. Il évoluait au poste de centre.

## Biographie

### Carrière en club
Jason Arnott commence sa carrière de junior en 1991-1992 en jouant pour les Generals d'Oshawa dans la Ligue de hockey de l'Ontario. Deux saisons plus tard, il est choisi au cours du repêchage d'entrée dans la Ligue nationale de hockey par les Oilers d'Edmonton en tant que 7e choix au premier tour.
Lors de sa première saison, il inscrit 68 points et finit second pour le trophée Calder pour la recrue de l'année. Il finit derrière son futur coéquipier, Martin Brodeur. Le 4 janvier 1998, Arnott rejoint les Devils du New Jersey en compagnie de Bryan Muir et en retour de Valeri Zelepoukine et Bill Guerin.
Sur la même ligne que Patrik Eliáš et Petr Sýkora, Arnott parvient en 2000 à la Coupe Stanley. Il inscrit le but de la victoire lors du 6e match de la finale contre les Stars de Dallas (en seconde prolongation).
Le 19 mars 2002, il rejoint les Stars avec Randy McKay contre Joe Nieuwendyk et Jamie Langenbrunner. Au cours de la saison 2005-2006, il connaît sa meilleure saison avec 23 buts et 76 points.
Le 2 juillet 2006, il signe avec les Predators de Nashville un contrat de 22,5 millions de dollars. Le 19 juin 2010, il signe son retour aux Devils du New Jersey en échange de Matt Halischuk et d'un choix de deuxième tour au repêchage 2011. Le 28 février 2011, il est échangé aux Capitals de Washington en retour de David Steckel et un choix de 2e tour.
Le 6 juillet 2011, il signe avec les Blues de Saint-Louis pour une période de un an évalué à 2,8 millions de dollars.
Le 26 janvier 2013, il signe avec les Rangers de New York pour un an et 1,6 million de dollars. Son contrat est toutefois annulé le lendemain parce qu'il a échoué les examens médicaux de l'équipe. Après une année d'inactivité, il annonce son retrait de la compétition le 5 novembre 2013.

### Carrière internationale
Il représente le Canada lors du championnat du monde 1994. L'équipe gagne alors la médaille d'or. Deux ans plus tard, lors de la Coupe du monde de hockey 1996, il est mis sur la liste de réserviste de l'équipe.

## Trophées et honneurs personnels
- 1993-1994 : nommé dans l'équipe d'étoiles des recrues de la LNH.
- 1996-1997 : joue le 47e Match des étoiles de la LNH.
- 1999-2000 : champion de la Coupe Stanley avec les Devils du New Jersey.
- 2007-2008 : joue le 56e Match des étoiles de la LNH.

## Statistiques

### En club
| Saison     | Équipe                 | Ligue      |       | Saison régulière | Saison régulière | Saison régulière | Saison régulière | Saison régulière |    | Séries éliminatoires | Séries éliminatoires | Séries éliminatoires | Séries éliminatoires | Séries éliminatoires |
| Saison     | Équipe                 | Ligue      | PJ    | B                | A                | Pts              | Pun              | PJ               | B  | A                    | Pts                  | Pun                  |                      |                      |
| 1991-1992  | Generals d'Oshawa      | LHO        | 57    | 9                | 15               | 24               | 12               | -                | -  | -                    | -                    | -                    |                      |                      |
| 1992-1993  | Generals d'Oshawa      | LHO        | 56    | 41               | 57               | 98               | 74               | 13               | 9  | 9                    | 18                   | 20                   |                      |                      |
| 1993-1994  | Oilers d'Edmonton      | LNH        | 78    | 33               | 35               | 68               | 104              | -                | -  | -                    | -                    | -                    |                      |                      |
| 1994-1995  | Oilers d'Edmonton      | LNH        | 42    | 15               | 22               | 37               | 128              | -                | -  | -                    | -                    | -                    |                      |                      |
| 1995-1996  | Oilers d'Edmonton      | LNH        | 64    | 28               | 31               | 59               | 87               | -                | -  | -                    | -                    | -                    |                      |                      |
| 1996-1997  | Oilers d'Edmonton      | LNH        | 67    | 19               | 38               | 57               | 92               | 12               | 3  | 6                    | 9                    | 18                   |                      |                      |
| 1997-1998  | Oilers d'Edmonton      | LNH        | 35    | 5                | 13               | 18               | 78               | -                | -  | -                    | -                    | -                    |                      |                      |
| 1997-1998  | Devils du New Jersey   | LNH        | 35    | 5                | 10               | 15               | 21               | 5                | 0  | 2                    | 2                    | 0                    |                      |                      |
| 1998-1999  | Devils du New Jersey   | LNH        | 74    | 27               | 27               | 54               | 79               | 7                | 2  | 2                    | 4                    | 4                    |                      |                      |
| 1999-2000  | Devils du New Jersey   | LNH        | 76    | 22               | 34               | 56               | 51               | 23               | 8  | 12                   | 20                   | 18                   |                      |                      |
| 2000-2001  | Devils du New Jersey   | LNH        | 54    | 21               | 34               | 55               | 75               | 23               | 8  | 7                    | 15                   | 16                   |                      |                      |
| 2001-2002  | Devils du New Jersey   | LNH        | 63    | 22               | 19               | 41               | 59               | -                | -  | -                    | -                    | -                    |                      |                      |
| 2001-2002  | Stars de Dallas        | LNH        | 10    | 3                | 1                | 4                | 6                | -                | -  | -                    | -                    | -                    |                      |                      |
| 2002-2003  | Stars de Dallas        | LNH        | 72    | 23               | 24               | 47               | 51               | 11               | 3  | 2                    | 5                    | 6                    |                      |                      |
| 2003-2004  | Stars de Dallas        | LNH        | 73    | 21               | 36               | 57               | 66               | 5                | 1  | 1                    | 2                    | 2                    |                      |                      |
| 2005-2006  | Stars de Dallas        | LNH        | 81    | 32               | 44               | 76               | 102              | 5                | 0  | 3                    | 3                    | 4                    |                      |                      |
| 2006-2007  | Predators de Nashville | LNH        | 68    | 27               | 27               | 54               | 48               | 5                | 2  | 1                    | 3                    | 2                    |                      |                      |
| 2007-2008  | Predators de Nashville | LNH        | 79    | 28               | 44               | 72               | 54               | 4                | 1  | 0                    | 1                    | 4                    |                      |                      |
| 2008-2009  | Predators de Nashville | LNH        | 65    | 33               | 24               | 57               | 49               | -                | -  | -                    | -                    | -                    |                      |                      |
| 2009-2010  | Predators de Nashville | LNH        | 63    | 19               | 27               | 46               | 26               | 6                | 2  | 0                    | 2                    | 0                    |                      |                      |
| 2010-2011  | Devils du New Jersey   | LNH        | 62    | 13               | 11               | 24               | 32               | -                | -  | -                    | -                    | -                    |                      |                      |
| 2010-2011  | Capitals de Washington | LNH        | 11    | 4                | 3                | 7                | 8                | 9                | 1  | 5                    | 6                    | 2                    |                      |                      |
| 2011-2012  | Blues de Saint-Louis   | LNH        | 72    | 17               | 17               | 34               | 26               | 7                | 1  | 0                    | 1                    | 0                    |                      |                      |
| Totaux LNH | Totaux LNH             | Totaux LNH | 1 244 | 417              | 521              | 938              | 1 242            | 122              | 32 | 41                   | 73                   | 76                   |                      |                      |

### En équipe nationale
| Année | Compétition          |   | PJ | B | A | Pts | Pun           |  | Résultat |
| 1994  | Championnat du monde | 8 | 0  | 6 | 6 | 10  | Médaille d'or |  |          |